# Þór Akureyri
El Íþróttafélagið Þór, conocido como Þór Akureyri (Thor Akureyri) o simplemente Þór, es un equipo de fútbol de Islandia que juega en la 1. deild karla, la segunda liga de fútbol más importante del país.

## Historia
Fue fundado en el año 1915 en la ciudad de Akureyri y es un Club Deportivo, ya que cuenta con representación en otros deportes, como baloncesto, balonmano y taekwondo y cuenta con una rivalidad con el KA en la mayoría de deportes, menos balonmano, porque se fusionaron para crear al Akureyri handboltafélag en el año 2007. Nunca ha sido campeón de la Urvalsdeild Karla ni ha ganado algún título de relevancia en su historia.
A nivel internacional participó por primera vez en la Liga Europea de la UEFA 2012/13.
Descendió en la Temporada 2011 al ubicarse en la Posición 11 entre 12 equipos (descienden los 2 últimos lugares de la tabla de posiciones).
En la temporada 2012 regresó a la Urvalsdeild Karla, descendiendo en 2017.

## Palmarés
- Copa de Islandia: 0
  - Finalista: 1

2011
- 1. deild karla: 1

2012
- 2. deild karla: 2

1975, 2000

## Participación en competiciones de la UEFA
| Temporada | Torneo             | Ronda             | Club              | Casa | Visita | Global |
| --------- | ------------------ | ----------------- | ----------------- | ---- | ------ | ------ |
| 2012/13   | UEFA Europa League | 1ª Clasificatoria | Bohemians         | 5-1  | 0-0    | 5-1    |
| 2012/13   | UEFA Europa League | 2ª Clasificatoria | FK Mladá Boleslav | 0-1  | 0-3    | 0-4    |

## Jugadores

### Jugadores destacados
- Ásta Árnadóttir
- Halldór Áskelsson
- Guðmundur Benediktsson
- Hlynur Birgisson
- Aron Gunnarsson
- Ivar Gunnarsson
- Lárus Orri Sigurðsson
- Sean Webb